# Cyathostemma excelsum
Cyathostemma excelsum là loài thực vật có hoa thuộc họ Na. Loài này được (Hook.f. & Thomson) J.Sinclair mô tả khoa học đầu tiên năm 1955.